# Liste der Kulturdenkmale in Neukieritzsch

Wappen von Neukieritzsch

Die Liste der Kulturdenkmale in Neukieritzsch enthält die Kulturdenkmale in Neukieritzsch.
Diese Liste ist eine Teilliste der Liste der Kulturdenkmale in Sachsen.

## Legende
- Bild: Bild des Kulturdenkmals, ggf. zusätzlich mit einem Link zu weiteren Fotos des Kulturdenkmals im Medienarchiv Wikimedia Commons. Wenn man auf das Kamerasymbol klickt, können Fotos zu Kulturdenkmalen aus dieser Liste hochgeladen werden:
- Bezeichnung: Denkmalgeschützte Objekte und ggf. Bauwerksname des Kulturdenkmals
- Lage: Straßenname und Hausnummer oder Flurstücknummer des Kulturdenkmals. Die Grundsortierung der Liste erfolgt nach dieser Adresse. Der Link (Karte) führt zu verschiedenen Kartendiensten mit der Position des Kulturdenkmals. Fehlt dieser Link, wurden die Koordinaten noch nicht eingetragen. Sind diese bekannt, können sie über ein Tool mit einer Kartenansicht einfach nachgetragen werden. In dieser Kartenansicht sind Kulturdenkmale ohne Koordinaten mit einem roten bzw. orangen Marker dargestellt und können durch Verschieben auf die richtige Position in der Karte mit Koordinaten versehen werden. Kulturdenkmale ohne Bild sind an einem blauen bzw. roten Marker erkennbar.
- Datierung: Baubeginn, Fertigstellung, Datum der Erstnennung oder grobe zeitliche Einordnung entsprechend des Eintrags in der sächsischen Denkmaldatenbank
- Beschreibung: Kurzcharakteristik des Kulturdenkmals entsprechend des Eintrags in der sächsischen Denkmaldatenbank, ggf. ergänzt durch die dort nur selten veröffentlichten Erfassungstexte oder zusätzliche Informationen
- ID: Vom Landesamt für Denkmalpflege Sachsen vergebene, das Kulturdenkmal eindeutig identifizierende Objekt-Nummer. Der Link führt zum PDF-Denkmaldokument des Landesamtes für Denkmalpflege Sachsen. Bei ehemaligen Kulturdenkmalen können die Objektnummern unbekannt sein und deshalb fehlen bzw. die Links von aus der Datenbank entfernten Objektnummern ins Leere führen. Ein ggf. vorhandenes Icon  führt zu den Angaben des Kulturdenkmals bei Wikidata.

## Neukieritzsch
| Bild                                    | Bezeichnung                                                              | Lage                                 | Datierung      | Beschreibung | ID       |
| --------------------------------------- | ------------------------------------------------------------------------ | ------------------------------------ | -------------- | --- | -------- |
| Weitere Bilder                          | Bahnhof Neukieritzsch (Empfangsgebäude)                                  | Bahnhofstraße 1 (Karte)              | 1867 (Bahnhof) | Der Bahnhof liegt an den Eisenbahnstrecken Leipzig–Hof (Sächsisch-Bayerische Eisenbahn), Neukieritzsch–Chemnitz sowie der ehemaligen Bahnstrecke Neukieritzsch–Pegau. Sein Empfangsgebäude ist ein Putzbau mit Putz- und Natursteingliederungen, der baugeschichtlich und eisenbahngeschichtlich von Bedeutung ist. Es besitzt drei Geschosse, sieben Achsen, einen Mittelrisalit mit Lisenen-Gliederung, rundbogige Fenster und Eingangstür im Erdgeschoss. Die Fenster wurden in Kunststoff erneuert, die hölzerne Bahnsteigüberdachung ist kein Denkmal. | 08970560 |
|                                         | ehemalige Fabrikantenvilla mit Garten der Chemischen Fabrik Eduard Oehme | Bahnhofstraße 18 (Karte)             | um 1870        | Die stattliche Fabrikantenvilla mit schlossähnlichem Charakter ist baugeschichtlich und ortsgeschichtlich von Bedeutung. Das Gebäude hat zwei Geschosse, Seitenrisalite, einen vorspringenden Mittelrisalit mit Attika-Geschoss und Giebelabschluss. Es verfügt über eine Putzgliederung, ist komplett saniert und wird heute als Verwaltungsgebäude der Landwirtschaftlichen Berufsgenossenschaft (Pflege- und Alterskasse der Regionaldirektion Mittel- und Ostdeutschland) genutzt, zu DDR-Zeiten war ein Kindergarten darin untergebracht. | 08970562 |
|                                         | ehemaliges Postamt                                                       | Bahnhofstraße 34 (Karte)             | bez. 1927      | Das Gebäude hat eine schlichte Putzfassade und ist als typischer Bau im traditionalistischen Stil der späten 1920er Jahre mit vielen originalen Details baugeschichtlich und ortsgeschichtlich von Bedeutung. Es hat einen Klinkersockel und eine Klinkerrahmung des Portals und aller Fenster, ein neues Dach als Walmdach. An der Rückseite ist ein Portal mit originaler Tür mit Gittern und geschliffenen Scheiben erhalten. | 08970563 |
| Weitere Bilder                          | Lutherdenkmal (Denkmal für Martin und Katharina Luther)                  | Markt (Karte)                        | bez. 1884      | In Zöllsdorf kaufte der Reformator Martin Luther als zukünftigen Witwensitz für seine Ehefrau Katharina von Bora 1540 ein Vorwerk, das später zu einer Wüstung wurde. Die Ortslage Zöllsdorf in der Gemarkung Kieritzsch fiel dem Braunkohlenabbau zum Opfer, das ursprünglich dort errichtete Denkmal wurde nach Neukieritzsch versetzt. Es ist ortsgeschichtlich und religionsgeschichtlich von Bedeutung. | 08970564 |
| Direkt Bild zu diesem Denkmal hochladen | Friedhof Neukieritzsch, Friedhofskapelle mit anschließender Leichenhalle | Rudolf-Breitscheid-Straße 45 (Karte) | um 1955        | Der Putzbau mit Satteldach und Dachreiter wurde im traditionalistischen Stil der 1950er Jahre errichtet und ist baugeschichtlich und ortsgeschichtlich von Bedeutung. Das Gebäude hat einen rechteckigen, verputzten Baukörper mit bogenförmigem Portal aus Porphyr. Kleine Glockentürmchen befinden sich auf dem Dach, die seitlichen Strebepfeiler bestehen aus Bruchstein, der Verbindungsbau zur Leichenhalle ist ein Säulengang, die Dachdeckung wurde erneuert. | 08970559 |
|                                         | Neukieritzscher Schule                                                   | Schulstraße 1 (Karte)                | 1928–1929      | kubischer dreigeschossiger Bau mit Strukturputz-Fassaden, und flachem Walmdach; im Erdgeschoss teilweise Rundfenster, auf dem First in der Achse des Haupteingangs ein Uhrtürmchen; Vertreter einer gemäßigt modernen Architektursprache der 1920er Jahre; ortsgeschichtlich, regionalgeschichtlich und baugeschichtlich von Bedeutung Das Schulgebäude wurde 1928 nach Entwürfen von Curt Schiemichen errichtet, der zu den prominentesten und meistbeschäftigten Architekten der 1920/30er Jahre in Leipzig und der ganzen Region zählte. Das Schulgebäude in Neukieritzsch ist ein wichtiges Beispiel für sein Schaffen außerhalb der Messestadt. Bis auf geringe Veränderungen hat es sein historisches Erscheinungsbild bewahrt. Es dokumentiert die Fähigkeit des Architekten, „modern“ im Sinn von zeitgemäß zu bauen, ohne radikal zu wirken. Mit einer solchen Haltung gelangen Schiemichen Bauten, die sich in die regionalen Gegebenheiten einfügen und damit Teil der regionalen Baugeschichte wurden. Das Schulgebäude verweist zudem auf die Entwicklung des Südraums der Region Leipzig in der Zeit zwischen den beiden Weltkriegen, die durch eine Umgestaltung einer einst agrarisch geprägten Landschaft zur Industrieregion gekennzeichnet war. Schließlich hat das Objekt auch einen bautypologischen Aussagewert. (LfD/2011) | 09303217 |

## Deutzen
| Bild                                    | Bezeichnung | Lage                             | Datierung     | Beschreibung | ID       |
| --------------------------------------- | --- | -------------------------------- | ------------- | --- | -------- |
| Weitere Bilder                          | Wasserturm Brikettfabrik Deutzen (Wasserturm einer ehemaligen Brikettfabrik)                                                     | (Karte)                          | 1925          | Ein weithin sichtbarer, landschaftsprägender Wasserturm (Kugelbehälter), eine inzwischen selten gewordene Eisenkonstruktion der Dortmunder Fa. August Klönne, letzter erhaltener Industriewasserturm dieser Konstruktion in Sachsen, technikgeschichtlich von überregionaler Bedeutung. (eine Eisenkonstruktion aus serieller Fertigung (seit 1898)) Der weithin sichtbare, hoch aufragende Wasserturm ist das letzte verbliebene Bauwerk der ehemaligen Brikettfabrik Deutzen. Er wurde 1925 von der Lauchhammer-Rheinmetall Aktiengesellschaft für die Brikettfabrik Stolzenberg bei Gräfenhainichen errichtet und 1938 nach Deutzen versetzt. Dabei wurde das auf sechs Stützen stehende, sich nach oben verjüngende offene Stahlfachwerkgerüst um 11 auf 58,5 Meter erhöht. Als reiner Industriefunktionsbau ist der Turm völlig schmucklos gehalten, selbst der 200 Kubikmeter fassende, kugelförmige Wasserbehälter der Bauart Klönne ist nicht ummantelt. In dieser Konstruktionsart ist er der letzte erhaltene Industriewasserturm in Sachsen und diesbezüglich technikgeschichtlich überregional von Bedeutung. | 09256692 |
|                                         | Katholische Pfarrkirche St. Konrad (Kirche mit Ausstattung)                                                                      | An der Kirche (Karte)            | bez. 1954     | Ein gutes Beispiel eines Kirchen-Neubaus der 1950er Jahre, im traditionalistischen Stil, Architekt: Andreas Marquart, Leipzig, baugeschichtlich, künstlerisch und ortsgeschichtlich von Bedeutung. Eine offene Turmhalle, der Saalbau mit seitlichem Westturm, Rundbogenarkaden, Putzbau mit Hausteinsockel, die Fensterrahmungen aus Kunststein, Bleiglasfenster (ornamentale Darstellung) sind vollständig erhalten. | 08970105 |
| Direkt Bild zu diesem Denkmal hochladen | Friedhof Deutzen: Gefallenendenkmäler des Ersten und Zweiten Weltkrieges und VVN-Denkmal auf dem Friedhof sowie Friedhofskapelle | August-Bebel-Straße 6 (Karte)    | um 1930/1950  | Die Kapelle ist ein Putzbau auf winkelförmigem Grundriss mit Klinkergliederung, ein architektonisch interessanter Bau im traditionalistischen Stil, ortsgeschichtlich von Bedeutung. Das Gefallenendenkmal des Ersten Weltkrieges ist aus Kunststein, das des Zweiten Weltkrieges aus Porphyr errichtet, das Denkmal VVN wurde um 1950 aus roter Kunststeinblock mit Aufsatz errichtet und ist eine Schale mit stilisierter Fackel mit kleiner Platzanlage. Die Friedhofskapelle stammt aus der Zeit um 1930 und ist ein Putzbau mit Klinker und Pfeilern (mit unregelmäßig teilweise vorstehende Klinkern), sowie einem gestuften Flachbogenportal aus Klinkern, die Türen und Fenster sind original. | 08970104 |
| Weitere Bilder                          | Wasserturm | Ernst-Thälmann-Straße (Karte)    | 1955          | In der alten Ortslage Röthigen, ein roter Klinkerbau mit Lisenengliederung, versorgungsgeschichtlich und technikgeschichtlich von Bedeutung. Der Wasserturm in der alten Ortslage Röthigen wurde Anfang der 1950er Jahre (Baupläne 1952) vom VEB Braunkohlenwerk Borna als Ersatz für den im Zuge des Braunkohlenabbaus abgerissenen Wasserturm Blumroda errichtet. Der runde Ziegelbau besticht durch seine klare, sachliche Formensprache. Über einem schmucklosen Sockel wird der Turmschaft durch Lisenen und schmale, rahmenlose Fenster gegliedert. Das Behältergeschoss mit dem 1000 Kubikmeter fassenden Stahlbetontank ist über ein Betongesims optisch vom Turmschaft getrennt und wird von einer Reihe Fenster unterhalb der Traufe belichtet. Ein flaches, auskragendes Kegeldach schließt den Turm ab. Seit Ende der 1990er Jahre ist der Wasserturm nicht mehr in Betrieb und dient seitdem nur noch als Träger von Mobilfunkantennen. Als Zeugnis des ehemaligen Ortes Röthigen ist der Wasserturm von ortsgeschichtlicher Bedeutung. Er ist zudem von bau- und technikgeschichtlichem Wert. (LfD/2017) Ein hohes rundes Seitengebäude mit Kunststeingesims, runder Schaft mit Obergeschoss mit Lisenengliederung, ein gestuftes Hauptgesims, gestuftes Rundbogentor, Bruchsteinsockel, Steinstufen zum Eingang, die Allee zum Wasserturm führend (kein Denkmal), im Innern ein nicht begehbarer Rundtreppenaufgang, Pumpengestänge Wasserturm wurde 1955 als Ersatzwasserturm für den Wasserturm in Blumroda erbaut, da dieser im Zuge des Braunkohlenabbaus der Ort Blumroda (östlich von Regis-Breitingen) abgetragen/devastiert wurde. Der Wasserturm ist heute nicht mehr in Betrieb. | 08970103 |
| Direkt Bild zu diesem Denkmal hochladen | Toranlage (mit drei Pfeilern) eines Dreiseithofes                                                                                | Ernst-Thälmann-Straße 1 (Karte)  | Mitte 19. Jh. | In der alten Ortslage Röthigen, drei Pfeiler aus Sandstein mit Vasenbekrönung, handwerklich-künstlerisch von Bedeutung. Die Toranlage besitzt einen Flachbogen mit Keilstein. | 08970096 |
| Direkt Bild zu diesem Denkmal hochladen | Wohnhaus eines Bauernhofes | Ernst-Thälmann-Straße 11 (Karte) | um 1820       | In der alten Ortslage Röthigen, ein Fachwerkbau mit Krüppelwalmdach, ein kleines Gehöft in ortsbildprägender Lage, baugeschichtlich von Bedeutung. Das Gebäude hat zwei Geschosse, das Erdgeschoss verputzt, die Fenstergrößen sind weitgehend original, der Dachstuhl ist alt, das Dach als Krüppelwalmdach, die Fensterläden sind alt, eine Giebelwand ist teilweise aufgemauert und verputzt, rückwärtig befindet sich ein Anbau neueren Datums. | 08970100 |
| Direkt Bild zu diesem Denkmal hochladen | Wohnhaus eines Bauernhofes | Gartenstraße 6 (Karte)           | um 1800       | In der alten Ortslage Röthigen ein giebelständiges Bauernhaus, das Fachwerkobergeschoss hofseitig sichtbar, mit Krüppelwalmdach, als Bestandteil der ursprünglichen Ortsbebauung baugeschichtlich von Bedeutung. Das Gebäude hat zwei Geschosse, im Erdgeschoss Bruchsteinmauerwerk verputzt, im Obergeschoss hofseitig Sichtfachwerk, sonst verkleidet und verputzt, ein Krüppelwalmdach mit altem Dachstuhl, eine profilierte Holztraufe, die Fenstergrößen wurden teilweise verändert. | 08970097 |
| Direkt Bild zu diesem Denkmal hochladen | Scheune eines ehemaligen Dreiseithofes                                                                                           | Röthiger Weg 15 (Karte)          | um 1800       | In der alten Ortslage Röthigen, ein Fachwerkbau mit Lehmflechtausfachung und Fledermausgauben zum Hof, als Bestandteil der ursprünglichen Ortsbebauung baugeschichtlich von Bedeutung. Die Scheune besitzt ein großes Holztor und eine kleine Haustür. | 08970101 |

## Großzössen
| Bild                                    | Bezeichnung | Lage                                     | Datierung                | Beschreibung | ID       |
| --------------------------------------- | --- | ---------------------------------------- | ------------------------ | --- | -------- |
| Direkt Bild zu diesem Denkmal hochladen | Wohnhaus | Lobstädter Straße 12 (Karte)             | um 1905                  | Das Gebäude mit Laden und städtisch wirkender Putzfassade mit Klinkergliederung hat ein Krüppelwalmdach und ist ein stattliches straßenbildprägendes Gebäude mit Jugendstilornamenten, baugeschichtlich von Bedeutung. Das zweigeschossige Gebäude besitzt eine umlaufende gelb-grüne Klinkerbänderung, die Fenster sind alt, das Dach hat eine Biberschwanzdeckung, im ersten und zweiten Obergeschoss ansprechende Fensterrahmung mit Jugendstilornamenten, ehemals Laden, original erhalten sind die Kellertür mit Klinke, eine Hoftür mit Klinke, das Treppenhaus, Wohnungstüren, AWC-Türen, einfache Treppenhausfenster, an der Fassade die Ladentür. | 08970543 |
| Weitere Bilder                          | Nicolaikirche Großzössen (Kirche (mit Ausstattung))                                                                     | Straße des Friedens (Karte)              | 2. Hälfte 14. Jh.        | Eine schlichte Saalkirche mit Dachreiter, baugeschichtlich und ortsgeschichtlich von Bedeutung. Ein gotischer Rechtecksaal mit spitzem Dachreiter. 1896 erfolgte die Innenraumgestaltung durch Architekt Julius Zeißig. | 08970546 |
| Direkt Bild zu diesem Denkmal hochladen | Wohnstallhaus eines ehemaligen Dreiseithofes                                                                            | Straße des Friedens 10 (Karte)           | 1. Hälfte 19. Jh.        | Ein Gebäude mit verputztem Fachwerk-Obergeschoss und Satteldach, als gut erhaltenes ortstypisches Wohnhaus des 19. Jahrhunderts, baugeschichtlich von Bedeutung mit zwei Geschossen, im Obergeschoss alte Fenster, vermutlich Fachwerk, das Dach mit doppelter Biberschwanzdeckung. | 08970558 |
| Direkt Bild zu diesem Denkmal hochladen | Wohnhaus | Witznitzer Straße 5 (Karte)              | 19. Jh.                  | Ein gut erhaltener Fachwerkbau der historischen Ortsbebauung, baugeschichtlich von Bedeutung. Das Gebäude hat zwei Geschosse, ein massives Erdgeschoss verputzt, das Fachwerk teilweise mit Lehmausfachung, ein alter Dachstuhl mit neuer Dachdeckung, die Fenster alt, rückseitige Traufe, auch aus Fachwerk. | 08970539 |
| Direkt Bild zu diesem Denkmal hochladen | Wohnhaus und daran angebautes Seitengebäude                                                                             | Witznitzer Straße 6 (Karte)              | 19. Jh.                  | Ein straßenbildprägender Fachwerkbau des 19. Jahrhunderts, baugeschichtlich von Bedeutung. Das Wohnhaus besitzt zwei Geschosse, im Obergeschoss Fachwerk verputzt, ein Satteldach mit doppelter Biberschwanzdeckung auf altem Dachstuhl, traufseitig sind liegende Fenster eingebaut, Holzfensterstöcke im Giebel. | 08970538 |
| Direkt Bild zu diesem Denkmal hochladen | Sachgesamtheit Sowjetischer Ehrenfriedhof: mit Gedenkstein, Einzelgräbern und Grüngestaltung (als Sachgesamtheitsteile) | Witznitzer Straße 10 (gegenüber) (Karte) | nach 1945 (Gedenkstätte) | Friedhof mit Grabmalen für sowjetische Zwangsarbeiter, ein Gedenkstein als Obelisk auf Sockel mit Inschrifttafeln, zeitgeschichtlich von Bedeutung. | 08970644 |

## Kahnsdorf
| Bild                                    | Bezeichnung | Lage                                                       | Datierung                           | Beschreibung | ID       |
| --------------------------------------- | --- | ---------------------------------------------------------- | ----------------------------------- | --- | -------- |
|                                         | Neue Schule (Schule (jetzt Wohnhaus)) | Kahnsdorfer Straße 1 (Karte)                               | 1912                                | Ein Putzbau mit Mansarddach und Giebel, im Reformstil der Zeit um 1910, ein straßenbildprägender Bau von ortsgeschichtlicher Bedeutung. Das Gebäude hat zwei Geschosse, Putzbau mit Giebel, darüber Kreuz, Krüppelwalmdach auf einem alten Dachstuhl, Biberschwanzdeckung. | 08970701 |
| Direkt Bild zu diesem Denkmal hochladen | Wohnstallhaus, Seitengebäude und Scheune eines Dreiseithofes | Karl-Liebknecht-Straße 17 (Karte)                          | um 1800, später überformt           | In der alten Ortslage Zöpen, ein Wohnstallhaus mit Fachwerk-Obergeschoss und Krüppelwalmdach, der stattliche Dreiseithof ist baugeschichtlich und ortsgeschichtlich von Bedeutung. Das Wohnstallhaus ist giebelständig, giebelseitig verputzt mit gründerzeitlichen Verzierungen, die Fenster des Giebels sind neu, und jüngst saniert, das Nebengebäude ist ebenso giebelständig, eingeschossig, das Dach mit Biberschwanzdeckung, die Scheune ist kaum zu sehen, verfügt jedoch über ein Fachwerkerdgeschoss. | 08970509 |
| Direkt Bild zu diesem Denkmal hochladen | Pfarrhof (Pfarrhaus und Seitengebäude sowie Toranlage eines Pfarrhofes sowie kursächsisches Wappen an der Toranlage) | Karl-Liebknecht-Straße 18 (Karte)                          | Anfang 19. Jh.                      | In der alten Ortslage Zöpen, beide Gebäude mit Fachwerk-Obergeschoss und Krüppelwalmdach, das Seitengebäude mit Segmentbogenportalen und Porphyrtuff-Fensterrahmungen, die Torpfeiler der Hofzufahrt mit Sandsteinabdeckung, ein gut erhaltener Bestandteil der Ortsbebauung, baugeschichtlich und ortsgeschichtlich von Bedeutung. Das Pfarrhaus hat zwei Geschosse, das Erdgeschoss Bruchsteinmauerwerk verputzt, im Obergeschoss Sichtfachwerk, das Krüppelwalmdach mit zwei Fledermausgauben und alter Dachstuhldeckung. Das Seitengebäude hat zwei Geschosse, Bruchstein- und Stampflehmmauerwerk teilweise Backstein ergänzt, im Obergeschoss Sichtfachwerk mit Lehmflechtwerkausfachung, die Fenster und Türen im Erdgeschoss mit Porphyrgewänden, der Dachstuhl und die Dachdeckung alt, das Dach als Krüppelwalmdach, Türen mit Flachbögen und Keilstein, Torpfeiler gehören zum Pfarrgut, bezeichnet mit 1516. | 08970499 |
| Direkt Bild zu diesem Denkmal hochladen | Wohnstallhaus eines Bauernhofes | Karl-Liebknecht-Straße 19 (Karte)                          | um 1800                             | In der alten Ortslage Zöpen, ein gut erhaltener Teil der ursprünglichen Bebauung im Ortskern, baugeschichtlich und ortsgeschichtlich von Bedeutung. Der Fachwerk-Bau ist zweigeschossig und giebelständig, im Erdgeschoss Stampflehmmauerwerk verputzt, im Obergeschoss Sichtfachwerk, die Fenstergrößen sind original, die Fenster teilweise alt, im Giebel befinden sich zwei sehr alte Fenster, Krüppelwalmdach, Dachstuhl und Dachdeckung sind alt, der grüne Balkenanstrich des Fachwerks ist ortstypisch. | 08970507 |
| Direkt Bild zu diesem Denkmal hochladen | Einzeldenkmal der Sachgesamtheit Rittergut Zöpen: Wirtschaftsgebäude eines Rittergutes (siehe auch Sachgesamtheit 08970702) | Karl-Liebknecht-Straße 21 (Karte)                          | um 1820                             | In der alten Ortslage Zöpen, ein Gebäude mit verputztem Ziegelstein- und Bruchsteinmauerwerk und Krüppelwalmdach, als Teil des ehemaligen Rittergutes Zöpen ortsgeschichtlich von Bedeutung. Der Putzbau hat zwei Geschosse, Bruchstein- und Backsteinmauerwerk verputzt, im Obergeschoss Sichtfachwerk mit Backsteinausfachung, die Fenstergrößen sind original, die Rundbogenfenster im Erdgeschoss mit Eisenverstrebungen, der Dachstuhl und Dachdeckung alt, Porphyrfenstersohlbänke im Obergeschoss, teilweise mit Fensterrahmungen aus Porphyr im Erdgeschoss, Stockgesims (Backstein) Dachstuhl und Dachdeckung alt, Holztraufe. | 08970506 |
| Direkt Bild zu diesem Denkmal hochladen | Mietshaus | Mühlenstraße 6 (Karte)                                     | um 1890                             | In der alten Ortslage Zöpen, ein gründerzeitlicher Klinkerbau mit Kunststein- und Putzgliederung im Erdgeschoss, als stattlicher historistischer Bau mit reich gegliederter Fassade baugeschichtlich von Bedeutung. Das Gebäude besitzt eine Klinkerfassade mit Klinkersockel, Fensterbekrönungen und Rahmungen sind aus Kunststein, im Erdgeschoss Putznutung, zum Teil glasierte Klinker an der Fassade als Schmuck verwendet, Risalit mit Walmdachgiebel, zwei Dachgauben, mit Keramikknäufen, Haustür original, Treppenhaus, Wohnungstüren, Fußbodenfliesen. | 08970503 |
| Direkt Bild zu diesem Denkmal hochladen | Mühlgut Zöpen (Wohnhaus, Mühlentrakt, Stallgebäude, Scheune und Toranlage (Torbogen und zwei Pforten) eines Mühlenanwesens) | Mühlenstraße 10 (Karte)                                    | im Kern 1760 nach Auskunft          | In der alten Ortslage Zöpen, das Wohnhaus mit einfacher Putzfassade und Krüppelwalmdach ist als geschlossen erhaltene Anlage von ortshistorischer Bedeutung. Das Wohnhaus besteht im Erdgeschoss aus Bruchsteinmauerwerk und Resten von verputztem Fachwerk, im Obergeschoss Fachwerk verputzt, Krüppelwalmdach, Dachstuhl und Dachdeckung alt, die Fenstergrößen sind im Obergeschoss zum Teil original, eine profilierte Holztraufe, hofseitig das Erdgeschoss und Obergeschoss verändert, bezeichnet J.A.F 1760. Die Stube ist mit Brettern und gekerbten Balken versehen, die Toranlage gemauert mit Korbbogentor und Keilstein, zwei kleine Flachbogentüren, bezeichnet J.F. S. 1870, Radabweiser. Das Stallgebäude ist ein Putzbau auf L-förmigen Grundriss, Bruchsteinmauerwerk verputzt, hofseitig Walmdach und Satteldach, im Innern ein Kreuzgratgewölbe mit Gurten auf Steinsäulen, Reste von Sandsteinrahmungen der Fenster und Türen, Garageneinbau. Die Scheune ist ein Fachwerk- und Backsteinbau verputzt, große Tore mit vorgezogenen Schleppdächern und ein kleines Tor. | 08970504 |
| Direkt Bild zu diesem Denkmal hochladen | Seitengebäude und Toranlage (Toreinfahrt und Pforte) eines Bauernhofes | Pürstener Straße 6 (Karte)                                 | 19. Jh.                             | In der alten Ortslage Pürsten, Putzfassade mit Putzgliederung, Satteldach, Porphyrtuffgewände, eine straßenbildprägende Hofanlage am Ortseingang, baugeschichtlich von Bedeutung. Das links befindliche Wohnhaus/Seitengebäude besitzt Sandsteinsohlbänke, einen alten Dachstuhl und eine Biberschwanzdeckung, daran ein angebautes Nebengebäude welches im rechten Winkel dazu zum Hof steht. | 08970525 |
| Direkt Bild zu diesem Denkmal hochladen | Wohnstallhaus eines ehemaligen Vierseithofes | Pürstener Straße 12 (Karte)                                | Ende 19. Jh.                        | In der alten Ortslage Pürsten, ein stattlicher Bau mit reicher Fassadengliederung, baugeschichtlich von Bedeutung. Der Ziegelbau hat zwei Geschosse mit aufwendigen Fensterbekrönungen, eine dezente Putzgliederung, Gesimsgliederung und ein Satteldach. | 08970531 |
| Direkt Bild zu diesem Denkmal hochladen | Wohnhaus, Seitengebäude und Toranlage (Toreinfahrt und Pforte) eines Bauernhofes | Pürstener Straße 18 (Karte)                                | 2. Hälfte 19. Jahrhundert           | Alte Ortslage Pürsten, Wohnhaus mit einfacher Putzfassade und Satteldach, den Straßenverlauf bestimmende Bauten einer Hofanlage, baugeschichtlich von Bedeutung. Das Wohnhaus ist traufständig, hat zwei Geschosse, ein Satteldach auf altem Dachstuhl mit alter Biberschwanzdeckung, die Fenster im Giebel sind überwiegend vermauert, zwei kleine Fenster im Giebel sind alt erhalten. Das Wirtschaftsgebäude mit Speicherluke, Putzfassade und Biberschwanzdeckung. | 08970520 |
| Weitere Bilder                          | Sachgesamtheit Rittergut Zöpen, mit den Einzeldenkmalen: Wirtschaftsgebäude (Karl-Liebknecht-Straße 21, siehe auch Einzeldenkmal 08970506) und weiteres Wirtschaftsgebäude (Straße des Aufbaus 6, siehe auch Einzeldenkmal 08970505), ehemalige Parkanlage mit altem Gehölzbestand (Gartendenkmal), weiterhin mit dem Sachgesamtheitsteil: Wohngebäude (mit Resten des ehemaligen Herrenhauses, Straße des Aufbaus 5) | Straße des Aufbaus 5; 6 (Karte)                            | 19. Jh., im Kern älter              | In der alten Ortslage Zöpen, Wirtschaftsgebäude in Massivbauweise und in Fachwerkbauweise, ortsgeschichtlich von Bedeutung. Vom Rittergut sind nur noch Reste vorhanden, es war ehemals durch einen Teich mit dem Gut Kahnsdorf verbunden. | 08970702 |
| Direkt Bild zu diesem Denkmal hochladen | Einzeldenkmal der Sachgesamtheit Rittergut Zöpen: Wirtschaftsgebäude eines Rittergutes (siehe auch Sachgesamtheit 08970702) | Straße des Aufbaus 6 (Karte)                               | um 1820                             | In der alten Ortslage Zöpen mit Fachwerk-Obergeschoss und Fachwerk-Erdgeschoss, Krüppelwalmdach, als Bestandteil des ehemaligen Rittergutes Zöpen baugeschichtlich und ortsgeschichtlich von Bedeutung. Das Gebäude hat zwei Geschosse, im Erdgeschoss teilweise Sichtfachwerk, teilweise verputzt, im Obergeschoss Sichtfachwerk und Backsteinausfachung, die Fenstergrößen sind überwiegend original, Dachstuhl und Dachdeckung alt, Holztraufe außen stark profiliert, Krüppelwalmdach, die Fenster sind teilweise sehr alt und vierteilig. | 08970505 |
| Weitere Bilder                          | Laurentiuskirche Kahnsdorf-Zöpen (Kirche (mit Ausstattung) sowie Denkmal für die Gefallenen des Deutsch-Französischen Krieges 1870/1871 auf dem Kirchhof) | Theodor-Sältze-Straße (Karte)                              | um 1500                             | In der alten Ortslagen Zöpen, eine gotische Saalkirche mit eingezogenem polygonalem Chor und Westturm, der Kirchturm ist barock überformt, neugotische Ausstattung, baugeschichtlich, ortsgeschichtlich und ortsbildprägend von Bedeutung. Der Saalbau mit Chor und dreiseitiger Apsis besitzt einen Westturm mit polygonalen Treppenhaustürmchen, Putzbau mit Putzgliederung und Bruchsteinsockel, barockes Portal 17. Jahrhundert, Fenster und Türen mit Porphyrrahmungen, das Kriegerdenkmal ist aus Sandstein gefertigt. | 08970498 |
| Direkt Bild zu diesem Denkmal hochladen | Wohnhaus | Theodor-Sältze-Straße 3 (Karte)                            | bez. 1890, im Kern älter            | Ein gut erhaltenes Fachwerkhaus der Zeit um 1800, baugeschichtlich von Bedeutung, mit massivem Erdgeschoss, verputzt, giebelständig, alte Fenster, alter Dachstuhl, neue Ziegel. | 08970515 |
| Weitere Bilder                          | Einzeldenkmale der Sachgesamtheit Rittergut Kahnsdorf: Gutsverwalterhaus (Wohnhaus und anschließendes Wirtschaftsgebäude eines Rittergutes (siehe auch Sachgesamtheit 08970513)) | Theodor-Sältze-Straße 4 (Karte)                            | Ende 18. Jh. (Wohnhaus)             | Ein Wohnhaus mit Sandstein-Erdgeschoss und Fachwerk-Obergeschoss (Thüringer-Leiter-Fachwerk), im Stallgebäude besteht das Obergeschoss aus Fachwerk, zum Teil verputzt, Krüppelwalmdach, ein gut erhaltener Bestandteil der Ortsbebauung in unmittelbarer Nähe zum Herrenhaus, baugeschichtlich und ortsgeschichtlich von Bedeutung. Der Stall besitzt einen Bruchsteinsockel, zwei Geschosse, einen alten Dachstuhl und die alte Biberschwanzdeckung. Das Wohnhaus hat ein massives Sandstein-Erdgeschoss, das Fachwerk-Obergeschoss mit alten Fenstern, alter Dachstuhl, alte Biberschwanzdeckung, das Obergeschoss mit Holzfensterstöcken. | 08970514 |
| Weitere Bilder                          | Sachgesamtheit Rittergut Kahnsdorf, mit den Einzeldenkmalen: Wohnhaus und anschließendes Wirtschaftsgebäude (Theodor-Sältze-Straße 4, siehe Einzeldenkmal 08970514), Neues Herrenhaus (Theodor-Sältze-Straße 8, siehe Einzeldenkmal 08970511), Altes Herrenhaus (Theodor-Sältze-Straße 10, siehe Einzeldenkmal 08970512) und ehemalige Parkanlage (Gartendenkmal), weiterhin mit den Sachgesamtheitsteilen: weitere ehemalige Wirtschaftsgebäude des Rittergutes (Theodor-Sältze-Straße 6, 12, 14 und 16/16a), der Platzanlage mit altem Gehölzbestand, Auffahrt (ehemalige Brücke) und Pflasterung | Theodor-Sältze-Straße 4; 6; 8; 10; 12; 14; 16; 16a (Karte) | 18./19. Jh.                         | Die Wohn- und Wirtschaftsgebäude zum Teil mit Fachwerk-Obergeschoss. Das Alte Herrenhaus ist ein schlichter Putzbau mit Walmdach, das Neue Herrenhaus ein stattliches neobarockes Gebäude der Zeit um 1900, baugeschichtlich und ortsgeschichtlich von Bedeutung. | 08970513 |
| Direkt Bild zu diesem Denkmal hochladen | Scheune eines Dreiseithofes | Theodor-Sältze-Straße 5 (Karte)                            | Anfang 19. Jh.                      | Ortstypische Gebäude mit Fachwerkgiebel, giebelständig, Fachwerk, Krüppelwalmdach, alte Fenster, alter Dachstuhl, neue Ziegel. | 08970528 |
| Weitere Bilder                          | Einzeldenkmal der Sachgesamtheit Rittergut Kahnsdorf: Neues Herrenhaus (siehe auch Sachgesamtheit 08970513) | Theodor-Sältze-Straße 8                                    | 1902–1903                           | Ein stattliches neobarockes Gebäude der Zeit um 1900, baugeschichtlich und ortsgeschichtlich von Bedeutung. Das Gebäude hat ein Mansarddach, zwei Geschosse, Bruchsteinsockel, die Betonung der Fenster erfolgt durch Verdachungen, die Betonung der Ecken durch Pilaster, Zwerchgiebel als Abschluss der Risalite, das Gebäude wurde vor zwei Jahren teilweise saniert. | 08970511 |
| Weitere Bilder                          | Einzeldenkmal der Sachgesamtheit Rittergut Kahnsdorf: Altes Herrenhaus, sog. Schillerhaus (siehe auch Sachgesamtheit 08970513) | Theodor-Sältze-Straße 10 (Karte)                           | 1686/1687 Dendro                    | Ein schlichter Putzbau mit Walmdach, Ort des Zusammentreffens von Friedrich Schiller mit Christian Gottfried Körner, Vater Theodor Körners, im Jahr 1785, baugeschichtlich, ortsgeschichtlich, geistes- und kulturgeschichtlich sowie personengeschichtlich von Bedeutung. Das Alte Herrenhaus des Ritterguts Kahnsdorf entstand nach dendorchronologischem Befund 1687/88, als Daniel Christian Kresse Gutsherr in Kahnsdorf war. Er hatte das Anwesen um 1668 erworben. 1767 wurde der Leipziger Gelehrte und Universitätsprofessor Johann August Ernesti (1707–1781) – zunächst in Gemeinschaft, ab 1771 alleiniger – Eigentümer des Kahnsdorfer Ritterguts, durch Erbschaft fiel der Besitz dann an Johann Christian Gottlieb Ernesti (1756–1802), Neffe von Johann August Ernesti. 1. Juli 1785 Begegnung von Friedrich Schiller und Christian Gottfried Körner in Kahnsdorf durch Verbindung der Familien Ernesti und Körner. 1813 möglicherweise Aufenthalt des verwundeten Theodor Körner in Kahnsdorf, der von Dr. Christian Alfred Wendler, Ehemann der Gutsbesitzerin Rahel Henriette geb. Ernesti, versteckt und versorgt wurde. Im frühen 19. Jahrhundert Umbau, vor allem mit Veränderungen im Inneren. Infolge der Bodenreform abträgliche Umnutzung des Gebäudes als Schule, Gemeindeamt und zu Wohnzwecken. Ab 2009 Sanierung und Wiederherstellung des historischen Erscheinungsbildes. Das Alte Herrenhaus ist ein zweigeschossiger, schlicht gehaltener Putzbau in Fachwerkkonstruktion über Bruchsteinsockel. Als charakteristisches Element für die Entstehungszeit im ausgehenden 17. Jahrhundert bedeckt ein hohes Walmdach das Gebäude. Dieses trug bis in die 1950er Jahre einen Dachreiter. Auch der halbrunde Anbau auf Rückseite entfiel mit Bauveränderungen in den Jahren der DDR. Durch die Sanierung ab 2009 im Inneren eine Reihe historischer Ausgestaltungsbefunde unterschiedlicher Zeiten festgestellt und gesichert. Das Alte Herrenhaus Kahnsdorf ist ein wichtiges Zeugnis der Baugeschichte und Baukultur im Südraum Leipzig. Es dokumentiert exemplarisch die Entwicklung der regionalen Rittergutsarchitektur, speziell des Herrenhausbaus, im ausgehenden 17. Jahrhundert. Zugleich verweist es auf die Geschichte des Rittergutes Kahnsdorf und dessen Zusammenhang mit der Ortsgeschichte sowie auf die wichtige historische Rolle der Rittergüter im Allgemeinen, welche über Jahrhunderte für die kulturelle und wirtschaftliche Entwicklung von Sachsen ein entscheidender Faktor waren. Durch die Verbindung zu herausragenden Persönlichkeiten der Literatur und des Geisteslebens erlangt es zudem Bedeutung für die Geistes- und Kulturgeschichte im nationalen Rahmen. (LfD/2015) Bruchsteinsockel, zwei Geschosse, sehr hohes Walmdach, ehemals vom Wassergraben umgeben, durch Modernisierung wurde Fensteranordnung verändert, 1785 war das Haus kurzzeitig Aufenthaltsort Friedrich Schillers, Ansätze des ehemaligen Wendelsteins noch erkennbar (siehe Schlösser um Leipzig v. A. Schwarz, S. 91/92). | 08970512 |
| Direkt Bild zu diesem Denkmal hochladen | Wohnhaus eines Bauernhofes | Theodor-Sältze-Straße 18 (Karte)                           | 1. Hälfte 19. Jh.                   | Ein gut erhaltenes Fachwerkhaus in ortsbildprägender Lage, baugeschichtlich von Bedeutung. Das Gebäude hat zwei Geschosse, im Obergeschoss Fachwerk, die Giebel ehemals verputzt, die Fenster sind alt erhalten. | 08970532 |
| Direkt Bild zu diesem Denkmal hochladen | Friedhof Kahnsdorf-Zöpen: Leichenhalle, Grabmale der Familien Förster, Beyer, Winter und Schwarzburger, Gruft des Rittergutsbesitzers Nordmann, Sandsteingrabmal (Pestsäule?) und neogotisches Grabmal auf dem Friedhof | Zöpener Straße (Karte)                                     | 1. Hälfte 19. Jh. (Grabmal Förster) | In der alten Ortslage Zöpen, ortsgeschichtlich von Bedeutung. Fam. Förster, Gruft, Fam. Beyer mit Einfriedung (Grabplatte Zweiter Weltkrieg Holz), Leichenhalle, Grabmal Fam. Winter um 1920, Sandsteingrabmal sehr schlechter Zustand, neogotisches Grabmal. | 08970537 |
| Direkt Bild zu diesem Denkmal hochladen | Alte Schule (Ehemalige Schule (heute Wohnhaus)) | Zöpener Straße 16 (Karte)                                  | 1. Hälfte 19. Jh.                   | In der alten Ortslage Zöpen, teilweise mit Fachwerk-Obergeschoss, im Erdgeschoss Fenster und Türen mit Porphyrtuffgewänden, als Bestandteil der ursprünglichen Ortskernbebauung in unmittelbarer Nähe der Kirche baugeschichtlich und ortsgeschichtlich von Bedeutung. Das Gebäude hat zwei Geschosse, das Erdgeschoss verputzt, im Obergeschoss traufseitig Sichtfachwerk, eine profilierte Holztraufe, im Erdgeschoss Fenster und Türen auf der Ortsseite mit Porphyrrahmungen. | 08970500 |
| Direkt Bild zu diesem Denkmal hochladen | Wohnhaus | Zöpener Straße 17 (Karte)                                  | 1. Hälfte 19. Jh.                   | alte Ortslage Zöpen, Fachwerk-Obergeschoss auf massivem Erdgeschoss, ursprünglicher Bestandteil der alten Ortsbebauung, baugeschichtlich von Bedeutung. zwei Geschosse, Fachwerkbau, traufständig, Erdgeschoss verputzt, Obergeschoss Sichtfachwerk, Haustür und Fenster alt, Dachstuhl alt, Fenster und Läden alt | 08970501 |

## Kieritzsch
| Bild                                    | Bezeichnung | Lage                         | Datierung                  | Beschreibung | ID       |
| --------------------------------------- | --- | ---------------------------- | -------------------------- | --- | -------- |
| Weitere Bilder                          | Dorfkirche Kieritzsch (Kirche (mit Ausstattung) sowie Kirchhof mit Kirchhofstor und Erbbegräbnis Familie von Funcke) | Dorfplatz (Karte)            | bez. 1699                  | Eine barocke Saalkirche mit Ostturm, im Kern wohl eine mittelalterliche Chorturmkirche, das Grabmal der Rittergutsbesitzer von Funcke in anspruchsvoller historistischer Gestaltung, baugeschichtlich, ortsgeschichtlich und ortsbildprägend von Bedeutung. Die Kirche ist ein schlichter Saalbau mit eingezogenem rechteckigem Chor und nördlich angebauter Herrschaftsloge, zwei Sandsteinpfeiler, 1994 saniert (Wetterfahne). Das Erbbegräbnis der Familie von Funcke (Rittergutsbesitzer) aus Sandstein ist ein freistehender Wandaufbau mit einem von anschwingenden Seiten eingefasstem Mittelteil mit Bogenstellung und Wappen sowie Inschrifttafel in Marmor. | 08970566 |
| Direkt Bild zu diesem Denkmal hochladen | Wohnhaus, Scheune, Seitengebäude und Toranlage eines Bauernhofes                                                     | Dorfplatz 69 (Karte)         | 1. Hälfte 19. Jh.          | Das Wohnhaus mit Sichtfachwerk-Obergeschoss und Krüppelwalmdach ist ein gut erhaltenes Anwesen in unmittelbarer Nähe zur Kirche, baugeschichtlich von Bedeutung. Das Wohnhaus hat zwei Geschosse, im Erdgeschoss Ziegel verputzt, im Obergeschoss Sichtfachwerk, die Fenster neu, Dach und Dachstuhl alt, Stall und Scheune aus Ziegelmauerwerk. | 08970567 |
|                                         | Pfarrhaus und Toranlage des Pfarrhofes                                                                               | Dorfplatz 70 (Karte)         | um 1670                    | Eine schlichte Putzfassade, das Obergeschoss zum Teil Fachwerk, Walmdach, die Hofzufahrt mit drei Torpfeilern, ein stattlicher Bau von ortsgeschichtlicher Bedeutung. Das Gebäude ist ein zweigeschossiger Putzbau (Ziegelbau) mit Stockwerkgesims, einem sehr hohen Walmdach mit Biberschwanzdeckung, der Dachstuhl und die Fenster sind alt. | 08970565 |
| Direkt Bild zu diesem Denkmal hochladen | Kriegerdenkmal für die Gefallenen des Ersten Weltkrieges, mit Einfriedung                                            | Dorfplatz 80 (neben) (Karte) | nach 1918 (Kriegerdenkmal) | Ein Granitstock mit Relief und Inschrift für die Gefallenen des 1.Weltkrieges, nachträglich auch für die Gefallenen des Zweiten Weltkrieges. | 08970568 |
| Direkt Bild zu diesem Denkmal hochladen | Friedhof Kieritzsch: Drei Grabmale auf dem Friedhof                                                                  | Pödelwitzer Straße (Karte)   | 19. Jh.                    | Drei charakteristische Sandsteingrabsteine unterschiedlicher Zeit und Ausprägung, ortsgeschichtlich und kulturgeschichtlich von Bedeutung. Ein neogotischer Grabstein mit Spitzbogen, um 1870, ein klassizistischer Grabstein in Postamentform, um 1820 und ein Grabstein in Form eines Baumstammes, aus der Zeit um 1890. | 08970575 |

## Lippendorf
| Bild                                    | Bezeichnung | Lage                 | Datierung              | Beschreibung | ID       |
| --------------------------------------- | --- | -------------------- | ---------------------- | --- | -------- |
| Direkt Bild zu diesem Denkmal hochladen | Kraftwerk Lippendorf: Gebäude und Gebäudeteile des ehemaligen Kraftwerkes Lippendorf: Fassade der ehemaligen Berufsschule (Nordabschnitt Werkstraße), ehemaliges Archivgebäude (Werkstraße, gegenüber vom Busplatz), Laborgebäude an der Industriestraße | (Karte)              | um 1935 (Berufsschule) | Die Gebäude sind meist in Klinkerbauweise ausgeführt und besitzen Anklänge an den Stil der Moderne, ein Kraftwerksbau der 1920er und 1960er Jahre, als letzte geschützte Zeugnisse der Braunkohlenverstromung der DDR-Zeit im Südraum Leipzigs, keine Produktionsgebäude dieser Zeit erhalten, mit regionalgeschichtlicher und wirtschaftsgeschichtlicher Bedeutung. - 1920 erste Konzepte zur Etablierung einer Landesenergieversorgung: Stromerzeugung auf Basis weniger landeseigener Großkraftwerke à dazu Gründung der AG Sächsische Werke AG: ASW, Lippendorf in der zweiten Phase (erste Zubauphase von Kraftwerkskapazitäten 1920–1940) errichtet (Berkner/Wagenbreth, S. 136), 1925/26 Inbetriebnahme des ersten Teilabschnitts eines ersten Industriekraftwerks am Standort - Ständige Kapazitätserweiterungen führten zum Umbau (1964–69 Bau des Altkraftwerks Lippendorf) à „technologisches Flaggschiff“ neben Thierbach (nach Abriss Thierbachs Lippendorf letztes Zeugnis der Braunkohlenverstromung in der DDR-Zeit im Südraum Leipzig) - Kombiniertes Kondensations- und Industriekraftwerk mit einer Ausbauleistung von 600 MW (elektrisch) und 500 MW (thermisch) - 1996 Teilstilllegung - 1995–2000 Neubau Kraftwerk Lippendorf, Von den Gebäuden des alten Industriegebiets bzw. Kraftwerksstandort Böhlen sind erhalten: - Die Ehemalige Berufsschule (Gem. Gaulis, Flstk. 181/13), um 1935, Mittelrisalit Klinker, der Eingang mit drei Lampen, am Giebel ein Fahnenhalter, drei Geschosse, Mittelbau rechts und links je vier Achsen Putz, die Anbauten der Seitenflügel zweigeschossig - Das ehemalige Laborgebäude (Gem. Lippendorf, Flstk. 1/149) an der Straße „BO 1“, jetzt Industriestraße, dreigeschossig, Klinkerfassade mit Klinkergliederung, eiserner Fahnenhalter, 25 Achsen, Fenster neu - das Archivgebäude (Gem. Pulgar, Flstk. 1/30) wahrscheinlich gemeinsam mit dem nachfolgenden und mittlerweile abgebrochenen Verwaltungsgebäude 1928/29 errichtet, zweigeschossiger, ansprechend gegliederter Klinkerbau, Walmdach | 08970094 |
| Direkt Bild zu diesem Denkmal hochladen | Ehemaliges Wandbild „Gestern, heute, morgen“ (ehemals im VEB Kombinat „Otto Grotewohl“ Böhlen) | Olefinstraße (Karte) | 1975                   | Email auf Blechplatten, ursprünglich als Außenschmuck an der Eingangsseite eines Verwaltungsgebäudes angebracht, 1999 in Installation umgewandelt und im Betriebsgelände aufgestellt, Arbeit des Leipziger Künstlers Frank Ruddigkeit, industriegeschichtliche, kunstwissenschaftliche und künstlerische Bedeutung | 09305087 |

## Lobstädt
| Bild                                    | Bezeichnung | Lage                              | Datierung                  | Beschreibung | ID       |
| --------------------------------------- | --- | --------------------------------- | -------------------------- | --- | -------- |
| Direkt Bild zu diesem Denkmal hochladen | Transformatorenturm | Alt-Witznitzer Straße (Karte)     | 1920er Jahre               | Der Transformatorenturmum wurde 1925 möglicherweise als Typenbau erbaut und hat eine Putzfassade mit Turmaufsatz in Fachwerk, von versorgungsgeschichtlicher sowie technik- und baugeschichtlicher Bedeutung. | 08970603 |
|                                         | Friedhof Lobstädt: Friedhofskapelle                                                                                               | Alt-Witznitzer Straße (Karte)     | 1925                       | Ein schlichter Putzbau mit Dachreiter, ortsgeschichtlich und baugeschichtlich von Bedeutung. Die Kapelle auf Bruchsteinsockel und Putzfassade hat ein bogenförmiges Portal mit altem Fenster. | 08970602 |
| Direkt Bild zu diesem Denkmal hochladen | Wohnhaus und Einfriedung | Alt-Witznitzer Straße 6 (Karte)   | um 1890                    | Eine ansprechend gestaltete, gründerzeitliche Putzfassade mit Klinkergliederung, überhöhter Mittelrisalit, baugeschichtlich von Bedeutung, verfügt das Gebäude über zwei Geschosse, Dreiecksgiebel, Klinkergliederung, alter Dachstuhl, alte Biberschwanzdeckung, die Fenster sind neu. | 08970625 |
| Direkt Bild zu diesem Denkmal hochladen | Seitengebäude eines Bauernhofes                                                                                                   | Dora-Helene-Straße 6 (Karte)      | bez. 1728                  | Als Bestandteil der historischen Ortsbebauung mit Sandsteingewänden und Fachwerk mit Lehm-Ausfachung, baugeschichtlich von Bedeutung. Das Gebäude hat zwei Geschosse, ein Satteldach mit Biberschwanzdeckung, das Erdgeschoss mit Sandsteingewänden, Fachwerk mit Lehmausfachung, Portal von 1728 (?). | 08970631 |
| Weitere Bilder                          | Bahnhof Lobstädt; Eisenbahnstrecke Neukieritzsch–Chemnitz: Empfangsgebäude des Bahnhofs Lobstädt                                  | Eisenbahnstraße 2 (Karte)         | 1914 (Bahnhof)             | Eine Eisenbahnstation (LLO – 12818 II, km 139,5) der Bahnstrecke Neukieritzsch–Chemnitz 6385, sä. KC, baugeschichtlich interessant, verkehrsgeschichtlich von Bedeutung. Das Empfangsgebäude mit im Ostteil befindlicher, stark veränderter, Schalterhalle, Fenster erneuert, im Westteil der Verwaltungsbereich zweieinhalbgeschossig, mit teilweise originaler Innenausstattung, Türen, Zwischenwände (Holz) mit Oberlichtern, alte Fenster, Fledermausgaube, und originaler Biberschwanzdeckung. Geschichte: - 1882 Güterschuppen (abgebrochen) - 1886 Gleiswaage (abgebrochen) - 1905 Betrieb als Bahnhof - 1914/16 Empfangsgebäude - 1916 Wirtschaftsgebäude - 1999 Betrieb als Haltepunkt - 9. September 1999 Auflassung Stellwerke W1, B2 - Oktober 2014 Rückbau Bahnsteigüberdachung 2/3, Umbau des Empfangsgebäudes und des Wirtschaftsgebäude | 08970628 |
| Direkt Bild zu diesem Denkmal hochladen | Doppelmietshaus | Glück-Auf-Straße 2; 4 (Karte)     | um 1925                    | Ein stattlicher Baukörper mit schlichter Putzgliederung und originaler Ausstattung im Innern, baugeschichtlich von Bedeutung. Das Gebäude hat zwei Geschosse, alle Fenster alt, Mansardgiebel, eine schlichte Putzgliederung, direkt am Bahnhof, original erhalten sind die Haustür mit Klinke, die Kellertür, das Treppenhaus, Wohnungstüren, AWC-Türen. | 08970629 |
|                                         | Villa | Glück-Auf-Straße 11 (Karte)       | um 1900                    | Ein gut gestaltete Putzfassade mit Zierfachwerk, zum Teil Dekor im Jugendstil, ein strukturprägender Villenbau in wichtiger Lage, baugeschichtlich von Bedeutung. Die Villa besitzt zwei Geschosse und ist massiv aus Ziegeln errichtet, ein alter Dachstuhl mit Biberschwanzdeckung, alte Fenster, und eine alte Haustür. | 08970635 |
| Direkt Bild zu diesem Denkmal hochladen | Gasthaus Neue Welt (jetzt Wohnhaus)                                                                                               | Glück-Auf-Straße 17 (Karte)       | um 1910                    | Ein malerisch gruppierter Bau mit einfacher Putzfassade sowie Fachwerkerker und -giebel, ein architektonisch interessantes Gebäude von ortsgeschichtlicher Bedeutung. Das Gebäude hat eine vielgliedrige Dachlandschaft, Fachwerkgiebel, Fachwerkerker, eine originale Eingangstür, Biberschwanzdeckung, Fachwerkgiebel, der Gasthaus-Garten wurde vor 2012 überbaut, daher als Abbruch verzeichnet. | 08970640 |
| Direkt Bild zu diesem Denkmal hochladen | Villa (Nr. 35), Pavillon, Einfriedung, Gärtnerhaus (Nr. 37) und Villengarten (mit Brunnen und altem Gehölzbestand, Gartendenkmal) | Glück-Auf-Straße 35; 37 (Karte)   | um 1915                    | Eine Villa mit malerisch gestalteter Putzfassade und Mansarddach, Fachwerk-Giebel, eine repräsentative Anlage, als Direktor-Villa der Brikettwerke »Dora und Helene« in Großzössen bei Lobstädt, baugeschichtlich und ortsgeschichtlich von Bedeutung. Die Villa ist sehr groß mit hohem Dach, Turm, Wintergarten und verschiefertem Erker sowie halbrundem Vorbau im ersten Obergeschoss. | 08970642 |
|                                         | Dorfkirche Lobstädt (Kirche (mit Ausstattung))                                                                                    | Kirchstraße (Karte)               | um 1490                    | Die spätgotische Saalkirche mit polygonalem Chorschluss und Westturm ist baugeschichtlich, ortsgeschichtlich und ortsbildprägend von Bedeutung. Die Kirche ist ein Saalbau mit dreiseitig geschlossenem Chor mit Strebepfeilern. | 08970611 |
| Direkt Bild zu diesem Denkmal hochladen | Wohnhaus eines Mühlenanwesens | Mühlgasse 8 (Karte)               | bez. 1824                  | Ein stattliches Wohnhaus in Nähe zum Schloss, baugeschichtlich und ortsgeschichtlich von Bedeutung. Das Gebäude mit Fachwerk-Obergeschoss, einseitigem Krüppelwalmdach und zwei Korbbogenportalen hat zwei Geschosse, einen alten Dachstuhl mit neue Deckung, vermutlich Porphyrgewände an der Giebelseite sowie ein Portal mit Datierung. | 08970598 |
| Direkt Bild zu diesem Denkmal hochladen | Wohnstallhaus, Seitengebäude, Scheune, Toranlage und Hofpflasterung eines Bauernhofes                                             | Neumarkt 1 (Karte)                | 1. Hälfte 19. Jh.          | Ein stattlicher Dreiseithof mit vielen originalen Details in Nähe zur Kirche, das Wohnstallhaus im Obergeschoss mit Thüringer-Leiter-Fachwerk, zwei Geschosse, Sichtfachwerk-Obergeschoss, alte Fenster, massives Erdgeschoss, alter Dachstuhl, Biberschwanzdeckung und Krüppelwalmdach, die Scheune massiv, Ziegel mit Klinkergliederung und zwei großen Toren, Sandsteintafel (nicht lesbar!), der Stall verputzt, mit zwei Ladeluken. | 08970612 |
| Direkt Bild zu diesem Denkmal hochladen | Seitengebäude und Stallgebäude eines Bauernhofes                                                                                  | Neumarkt 4 (Karte)                | 19. Jh.                    | Als strukturprägende Bestandteile eines ehemaligen Gehöftes, baugeschichtlich von Bedeutung. Ein giebelständiges Seitengebäude im Obergeschoss Fachwerk verputzt, traufständig zur Straße sowie ein kleines massives Stallgebäude mit zwei Geschossen, vermutlich ein Fachwerkbau mit altem Dachstuhl und Biberschwanzdeckung, alte Fenster (gut erhalten), das eingeschossige Nebengebäude ist traufständig mit Putzfassade und Satteldach. | 08970621 |
| Direkt Bild zu diesem Denkmal hochladen | Scheune eines Bauernhofes | Neumarkt 9 (Karte)                | 19. Jh.                    | Eine stattliche Fachwerk-Scheune mit Krüppelwalmdach, baugeschichtlich von Bedeutung. Die Scheune hat einen alten Dachstuhl mit alter Biberschwanzdeckung, das Fachwerk mit teilweise Lehm-Ausfachung. | 08970620 |
| Direkt Bild zu diesem Denkmal hochladen | Wohnhaus eines Bauernhofes | Querstraße 1 (Karte)              | um 1820                    | Ein Wohnhaus mit Fachwerk-Obergeschoss und Krüppelwalmdach, in Ecklage zur Alt-Witznitzer Straße, ein relativ unveränderter Fachwerkbau in städtebaulich wichtiger Lage, baugeschichtlich von Bedeutung. | 08970604 |
|                                         | Schloss Lobstädt (Schloss eines Rittergutes)                                                                                      | Schloßstraße 27 (Karte)           | 16. Jh., später überformt  | Eine stattliche zweigeschossige Zweiflügelanlage, im Kern aus der Renaissance, ortsgeschichtliche, baugeschichtliche und künstlerische Bedeutung. Ein stattlicher zweigeschossiger Bau auf T-förmigem Grundriss mit hohem Satteldach, nach Osten abgewalmt, der Westflügel mit profilierten Fenstergewänden aus dem 16. Jahrhundert, an der Nordseite befindet sich ein Anbau mit etwas höherem Dach aus dem 19. Jahrhundert, ein Park ist nicht vorhanden. | 08970599 |
| Direkt Bild zu diesem Denkmal hochladen | Lobstädter Schule (Schule) | Victoriastraße 2 (Karte)          | um 1890                    | Ein ansprechendes Gebäude von ortsgeschichtlicher Bedeutung. Das Gebäude ist ein zweigeschossiger Bau mit Bruchsteinsockel, neun Achsen, profiliertem Portal mit alter Eingangstür, neue Fenster, profilierte Fenstergewände, im Innern befinden sich alte Türen und Windfangtüren, jüngst saniert. | 08970601 |
| Weitere Bilder                          | Postgut (Wohnhaus und Seitengebäude eines ehemaligen Postgutes)                                                                   | Victoriastraße 9 (Karte)          | 1. Hälfte 19. Jh.          | Ein stattliches Wohnhaus mit schlichter Putzfassade und Krüppelwalmdach, das Seitengebäude mit Fachwerk-Obergeschoss und Laubengang zum Hof, eine große Hofanlage im Ortskern, baugeschichtlich und ortsgeschichtlich von Bedeutung. Das Wohnhaus ist traufständig und zweigeschossig, und wurde jüngst saniert, dazu ein Wirtschaftsgebäude mit Aufzugsluke. | 08970617 |
| Direkt Bild zu diesem Denkmal hochladen | Denkmal für die Gefallenen des Ersten Weltkrieges, mit Treppe                                                                     | Victoriastraße 19 (neben) (Karte) | nach 1918 (Kriegerdenkmal) | Für die Opfer des Ersten Weltkrieges, ortsgeschichtlich von Bedeutung. | 08970616 |
|                                         | Pfarrhaus | Victoriastraße 21 (Karte)         | 1824                       | Ein stattliches Gebäude mit Fachwerk-Obergeschoss und Krüppelwalmdach, baugeschichtlich und ortsgeschichtlich von Bedeutung. Das Gebäude hat einen Bruchsteinsockel, ein massives Erdgeschoss, Fachwerk, alter Dachstuhl, neue Fenster, vermutlich Porphyrgewände. | 08970615 |
| Direkt Bild zu diesem Denkmal hochladen | Seitengebäude eines Bauernhofes                                                                                                   | Victoriastraße 37 (Karte)         | 1. Hälfte 19. Jh.          | Ein Gebäude mit Fachwerk-Obergeschoss und Krüppelwalmdach, ein gut erhaltener stattlicher Stall, baugeschichtlich von Bedeutung. Das Gebäude ist giebelständig mit altem Dachstuhl und alter Biberschwanzdeckung sowie alten Fenstern. Die Giebelseite des Stalles ist verputzt. | 08970594 |